# Terratrèmols a les Illes Balears
Els Terratrèmols a les Illes Balears l'activitat sismica a les illes en general es baixa i els terratremols d’escassa magnitud. A data trenta-u de gener del 2010 se n'havien registrat un total de setanta-sis amb epicentre a les illes.
Els registres es remunten l'any 800 aC. N'hi ha contancia d'un el 24 de març de 1721 amb una intensitat de 7 graus en l'escala de Richter. Des del 1925 es disposa d'instruments per poder-ne conèixer la magnitud. Abans de disposar d'aquests instruments la intensitat es mesurava per la percepció de la gent. El 1978 es va produir el de major magnitud amb 4,2 graus en l’escala de Richter, amb l'epicentre al mar. D'altres terratrèmols que afectaren les illes encara que no hi tingueren l'epicentre foren procedents d'Itàlia i Algèria. D'aquest últim el 2003 se'n va registrar un a les seves aigües amb una magnitud de 6,7 graus en l’escala de Richter els efectes del qual se sentiren a Portopetro, Palma, Pollença, Alcúdia, la Colònia de Sant Jordi i Maó. Més de 150 embarcacions se'n veieren afectades a causa de les oscil·lacions del mar i va causar pèrdues milionàries.
El 22 de febrer del 2022 es varen produir dos terratrèmols de magnitud 2,2 i 2,5 de l’escala de Richter ahir a Mallorca, amb epicentre a Deià el primer i a Bunyola el segon.
Llista de terratrèmols documentats a les Illes Balears
| Data       | Epicentre                        | Escala de Richter | Informació addicional                                          | Referències       |
| ---------- | -------------------------------- | ----------------- | -------------------------------------------------------------- | ----------------- |
| 18-03-1660 | Al terme de Campos               | desconegut        | desperfectes a la Seu i alarma generalitzada entre la població | [ 1 ]             |
| 24-03-1721 | Al terme de Selva                | 7                 |                                                                | [ 3 ] [ 2 ]       |
| 14-03-1783 | Al terme d'Inca                  | 3                 |                                                                | [ 3 ]             |
| 14-10-1827 | Al terme de Sineu                | 5 - 6             |                                                                | [ 3 ] [ 4 ]       |
| 17-04-1831 | Al terme d'Alaior                | 4 - 5             |                                                                | [ 3 ]             |
| 15-06-1835 |                                  |                   |                                                                | [ 4 ]             |
| 15-05-1851 | NE de Palma                      | 3 - 4             | Destrosses considerables a Palma.                              | [ 5 ] [ 3 ]       |
| 14-11-1895 | Al terme de Santa Margalida      | 4                 |                                                                | [ 3 ]             |
| 04-03-1900 | Al terme de Ciutadella           | 4                 |                                                                | [ 3 ]             |
| 24-09-1978 | Al mar                           | 4.2               |                                                                | [ 2 ]             |
| 24-09-1994 | Prop de Menorca                  | 4.5               | Al mar                                                         | [ 2 ]             |
| 02-11-2001 | Al mar                           | 3.2               |                                                                | [ 6 ]             |
| 21-05-2003 | Algèria                          | 7                 | Destrosses a causa del tsunami posterior.                      | [ 7 ]             |
| 21-01-2005 | Al terme de Lloret de Vistalegre | 4                 |                                                                | [ 8 ] [ 6 ] [ 9 ] |
| 13-04-2007 | Al mar, enfront de Mallorca      | 1.6               |                                                                | [ 10 ]            |
| 14-04-2007 | Al mar, en front de Ciutadella   | 2.2               |                                                                | [ 10 ]            |
| 31-01-2010 | Al mar, a la badia de Palma      | 3                 |                                                                | [ 11 ] [ 12 ]     |
| 28-11-2011 | Al terme de Sant Joan, Mallorca  | 2.1               |                                                                | [ 13 ]            |
| 04-02-2020 | Als termes de Petra i Sant Joan  | 2.1               |                                                                |                   |
| 22-02-2022 | Als termes de Deià i Bunyola     | 2.2 i 2.5         | Vibració moderada, oscil·lació d’objectes.                     | [ 1 ]             |